# Moritz Richard Schomburgk

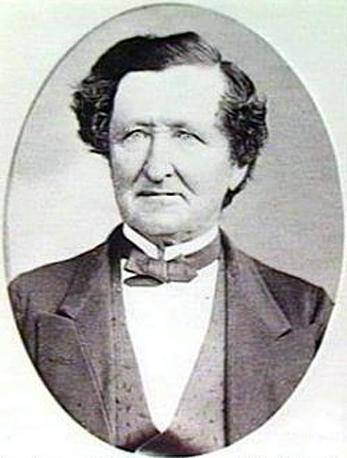
Moritz Richard Schomburgk

Moritz Richard Schomburgk (* 5. Oktober 1811 in Freyburg, Amt Freyburg; † 24. März 1891 in Adelaide) war ein deutscher Botaniker, Forschungsreisender und Gartendirektor. Sein offizielles botanisches Autorenkürzel lautet „M.R.Schomb.“

## Leben
Richard war der Sohn von Johann Friedrich Ludwig Schomburgk, einem evangelisch-lutherischen Hilfspastor, und Christiane Juliane Wilhelmine, geborene Krippendorf. Nach der schulischen Erziehung auf der Freyburger Volksschule und durch einen privaten Tutor begann er 1825 eine Gärtnerlehre in Merseburg. Nach dem Militärdienst bei der Königlichen Garde in Berlin von 1831 bis 1834 wurde er Gärtner im Berliner Tiergarten und anschließend im Park von Sanssouci.
Er begleitete seinen Bruder Robert zwischen 1840 und 1844 als Botaniker und Expeditionsschreiber auf der preußisch-britischen Expedition nach Britisch-Guayana und Brasilien. Er veröffentlichte drei Bände Reisen in Britisch-Guiana in den Jahren 1840–1844. Die Naturalien und Ethnographica der Reise gelangten dank englischer Großzügigkeit in das Universitätsmuseum Berlin. Eine Bewerbung um eine Anstellung am Berliner Museum für Naturkunde schlug 1848 fehl. In diesem Revolutionsjahr entschlossen sich Richard und sein Bruder Alfred Otto, den Weg in die Emigration nach Australien zu nehmen, teils um der repressiven politischen Situation in Berlin zu entgehen, teils weil sie sich eine grundlegende Verbesserung ihrer wirtschaftlichen Verhältnisse versprachen. Er gründete mit seinem Bruder eine Auswanderergesellschaft und segelte im März 1849 auf der Prinzessin Louise nach Südaustralien ab. Unterstützung hatte er durch Leopold von Buch, weshalb die Siedlung, die er zusammen mit Otto nahe Adelaide – etwa 6,4 Kilometer (4 Meilen) von Gawler entfernt – gründete, Buchfelde genannt wurde. Während sein Bruder Otto die Süd-Australische Zeitung begründete, legte Richard den ersten australischen Weinberg an.
1862 bewirtschaftete er bereits zwei Hektar Land; von 1860 bis 1861 stand er dem Distrikt von Mudla Wirra vor. Er begründete in dieser Zeit das Gawler Museum.

## Leitung des Botanischen Gartens in Adelaide

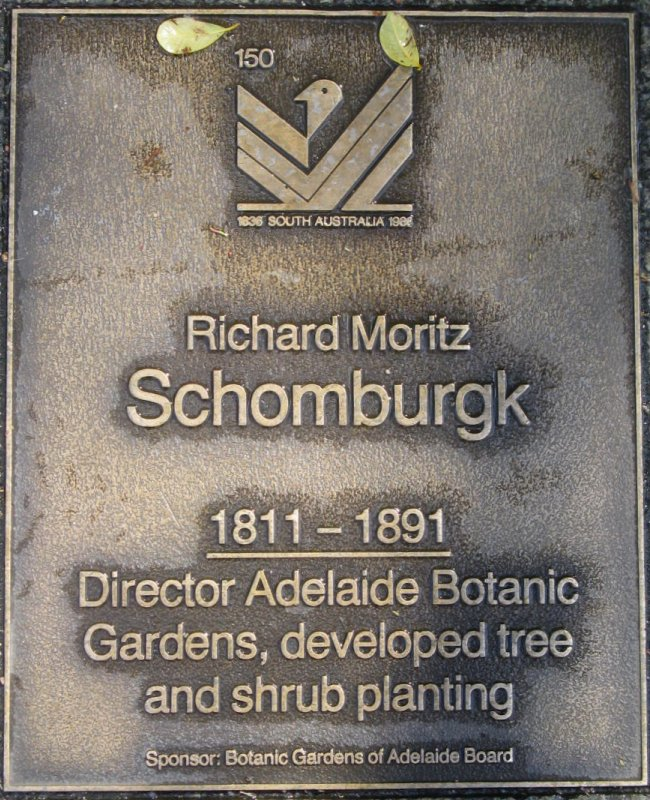
Gedenktafel, Adelaide

Im September 1865 wurde Richard Schomburgk Direktor des 1855 gegründeten Botanischen Gartens von Adelaide. Er verwandelte die „sterile Wüste“ in einen der farbenprächtigsten Flecken der jungen Kolonie. 1868 waren das Rosarium und der landwirtschaftlich-experimentelle Garten fertiggestellt. Richard besuchte Ferdinand von Müller in Melbourne und erhielt von diesem eine umfangreiche Sammlung von Pflanzen für den Garten in Adelaide. 1873 tauschte Richard Schomburgk bereits 18.000 Bäume mit anderen öffentlichen Institutionen und Privatleuten in Australien. Er war zuständig für die Bepflanzung des Wellington Square, des Parks am Parlamentsgebäude und des Marble Hill in Adelaide. Er publizierte umfangreich über die Bedeutung der Wälder für das Klima und über den wirtschaftlichen Wert der Bäume. 1867 errichtete er ein Gewächshaus für Wasserpflanzen im Botanischen Garten Adelaide und kultivierte darin die für viele Jahrzehnte einzige Victoria regia, Victoria amazonica, in Australien. Dieser Riesenseerose hatte nicht er, sondern sein Bruder Robert Hermann Schomburgk entdeckt und ihr den Namen Nymphaea victoria gegeben.  Über das Wachstum der Pflanze gab es wöchentliche Presseberichte.
Die weiteren Gebäude waren ein nach dem Vorbild eines Gewächshauses in Bremen von Gustav Runge entworfenes Palmenhaus (1875), das heute noch existiert, ein Museum für Holzproben, ein Herbarium und ein Museum für Wirtschaftsbotanik (1880–1881), in der alle Nutzpflanzen und deren Produkte ausgestellt wurden. 1891 war die Zahl der bekannten südaustralischen Arten durch seine Arbeit von 5.000 auf nahezu 14.000 gestiegen. Richard Schomburgk blieb bis 1891 Direktor des Botanischen Gartens in Adelaide.

## Ehrungen

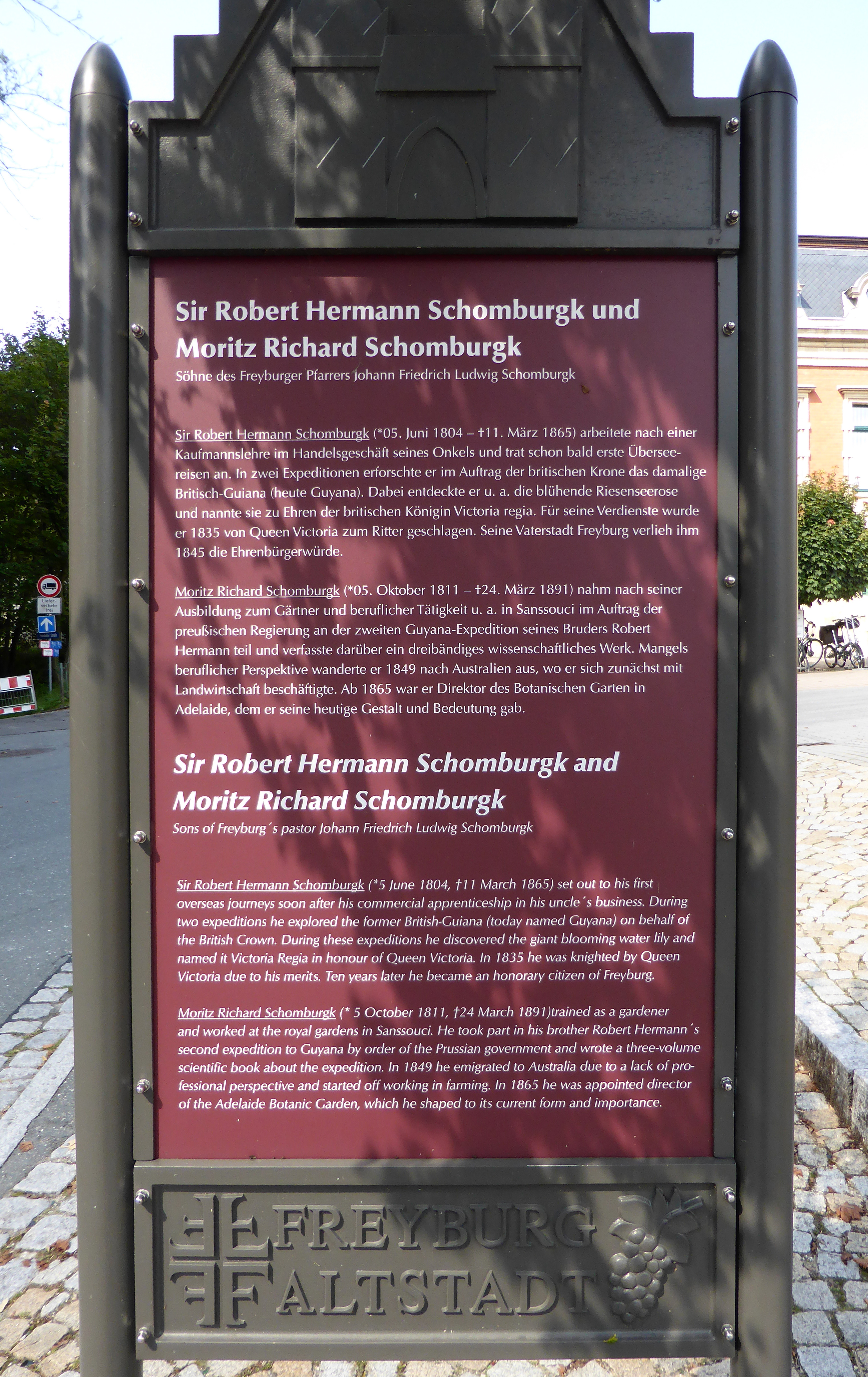
Gedenktafel für Robert Hermann und Moritz Richard Schomburgk in Freyburg

Am 15. Oktober 1844 wurde er mit dem akademischen Beinamen John Harrisson I. zum Mitglied (Matrikel-Nr. 1548) der Leopoldina gewählt. Richard Schomburgk war seit 1865 Mitglied der Philosophischen Gesellschaft von Adelaide. Zahlreiche naturkundliche Akademien in Europa und Amerika machten ihn zum Mitglied. Die preußischen Könige, der König von Italien und der Großherzog von Hessen verliehen ihm Orden. 1872 trug man ihm die Direktion des Botanischen Gartens in Melbourne an, die er aber angesichts seiner Freundschaft mit Ferdinand von Müller ablehnte.
Die Orchideengattung Schomburgkia wurde 1838 durch Lindley nicht nach ihm, sondern nach seinem Bruder Robert Hermann Schomburgk benannt;  sie wird neuerdings zu Laelia gestellt.

## Werke (Auswahl)
- On the Urari: the deadly arrow-poison of the Macusis, an Indian tribe in British Guiana. Adelaide 1873.
- Sitten und Gebräuche der Stämme am Peake-Fluss, Süd-Australien. Zeitschrift für Ethnologie; Bd. 11, 1879, S. 235–240.
- On the naturalised weeds and other plants in South Australia. Adelaide 1879.
- Catalogue of the plants under cultivation in the Government Botanic Garden, Adelaide, South Australia. Adelaide 1878.
- The grasses and fodder plants in South Australia. Adelaide 1874.
- Catalogue of the plants under cultivation in the Government Botanic Garden, Adelaide, South Australia. Adelaide 1871.
- Über die Entwicklung der Leipoa ocellata. Monatsberichte der Königlich Preußischen Akademie der Wissenschaften zu Berlin. Berlin 1861, S. 1027
- Beschreibung dreier neuen Pflanzen aus dem Flussgebiet Carimani oder Caramang, eines Zuflusses des Mazaruni, in Linnaea, 20. Bd., Halle 1847, S. 750f.
- Reisen in Britisch-Guiana in den Jahren 1840–1844. Leipzig 1847–1848.